# Swiss Indoors 1981
Lo Swiss Indoors 1981, noto anche come Davidoff Swiss Indoors per motivi di sponsorizzazione, è stato un torneo di tennis giocato sul cemento indoor. È stata la 12ª edizione del torneo e faceva parte del Volvo Grand Prix 1981. Si è giocato a Basilea in Svizzera dal 12 al 18 ottobre 1981.

## Campioni

### Singolare maschile
Ivan Lendl ha battuto in finale  José Luis Clerc con il punteggio di 6–2, 6–3, 6–0

### Doppio maschile
José Luis Clerc /  Ilie Năstase hanno battuto in finale  Markus Günthardt /  Pavel Složil con il punteggio di 7–6, 6–7, 7–6